# David di Donatello du meilleur scénario
Le David di Donatello du meilleur scénario (David di Donatello per la migliore sceneggiatura) est une récompense cinématographique italienne décernée annuellement par l'Académie du cinéma italien, plus précisément par l’Ente (Association) David di Donatello. Elle a été décernée de 1975 à 2016, date à laquelle elle a été remplacée par le David di Donatello du meilleur scénario original (David di Donatello per la migliore sceneggiatura originale) et le David di Donatello du meilleur scénario adapté (David di Donatello per la migliore sceneggiatura adattata).

## Palmarès

### Années 1970
- 1975 : Age-Scarpelli pour Romances et Confidences (Romanzo popolare)
- 1976 : Alberto Bevilacqua et Nino Manfredi pour Attenti al buffone
- 1977 : Leo Benvenuti et Piero De Bernardi pour La Chambre de l'évêque (La Stanza del vescovo)
- 1978 : non attribué
- 1979 : non attribué

### Années 1980
- 1980 : non attribué
- 1981 : Tonino Guerra et Francesco Rosi pour Trois Frères (Tre fratelli)
  - Anna Pavignano et Massimo Troisi pour Ricomincio da tre
  - Ruggero Maccari et Ettore Scola pour Passion d'amour (Passione d’amore)
- 1982 : Sergio Amidei et Marco Ferreri pour Conte de la folie ordinaire (Storie di ordinaria follia)
  - Enrico Oldoini et Carlo Verdone pour Borotalco
  - Bernardino Zapponi pour Piso pisello
- 1983 : Sergio Amidei et Ettore Scola pour La Nuit de Varennes
  - Gianni Amelio et Vincenzo Cerami pour Droit au cœur (Colpire al cuore)
  - Paolo et Vittorio Taviani pour La Nuit de San Lorenzo (La notte di San Lorenzo)
- 1984 :  Federico Fellini et Tonino Guerra pour Et vogue le navire… (E la nave va)
  - Nanni Moretti et Sandro Petraglia pour Bianca
  - Nanni Loy et Elvio Porta pour Mi manda Picone
  - Jean-Claude Penchenat, Ruggero Maccari, Furio Scarpelli et Ettore Scola pour Le Bal (Ballando, ballando)
- 1985 : Tonino Guerra, Paolo et Vittorio Taviani pour Kaos
  - Pupi Avati et Antonio Avati pour Noi tre
  - Suso Cecchi D'Amico pour Uno scandalo perbene
- 1986 : Leo Benvenuti, Suso Cecchi D'Amico, Piero De Bernardi, Mario Monicelli et Tullio Pinelli pour Pourvu que ce soit une fille (Speriamo che sia femmina)
  - Tullio Pinelli, Tonino Guerra et Federico Fellini pour Ginger et Fred (Ginger e Fred)
  - Sandro Petraglia et Nanni Moretti pour La messe est finie (La messa è finita)
- 1987 : Ruggero Maccari, Furio Scarpelli et Ettore Scola pour La Famille (La famiglia)
  - Pupi Avati pour Regalo di Natale
  - Francesco Maselli pour Storia d'amore
- 1988 : 
  - Leo Benvenuti, Piero De Bernardi et Carlo Verdone pour Io e mia sorella (ex aequo)
  - Bernardo Bertolucci et Mark Peploe pour Le Dernier Empereur (The Last Emperor) (ex aequo)
  - Nikita Mikhalkov, Aleksandr Adabashyan et Suso Cecchi D'Amicopour Les Yeux noirs (Oci ciornie)
- 1989 : Francesca Archibugi, Gloria Malatesta et Claudia Sbarigia pour Mignon è partita
  - Piero De Bernardi, Leonardo Benvenuti et Carlo Verdone pour Compagni di scuola
  - Tullio Kezich et Ermanno Olmi pour La Légende du saint buveur (La Leggenda del santo bevitore)

### Années 1990
- 1990 : Pupi Avati pour Storia di ragazzi e di ragazze
  - Gianni Amelio, Vincenzo Cerami et Alessandro Sermoneta pour Portes ouvertes (Porte aperte)
  - Nanni Loy et Elvio Porta pour Scugnizzi
  - Nanni Moretti pour Palombella rossa
  - Suso Cecchi D'Amico et Tonino Guerra pour Il male oscuro
- 1991 :
  - Sandro Petraglia, Stefano Rulli et Daniele Luchetti pour Le Porteur de serviette (Il portaborse) (ex aequo)
  - Maurizio Nichetti et Guido Manuli - Volere volare (ex aequo)
  - Liliana Betti, Marco Ferreri et Antonino Marino pour La Maison du sourire (La casa del sorriso)
  - Enzo Monteleone pour Mediterraneo
  - Filippo Ascione, Umberto Marino et Sergio Rubini pour Le Chef de gare (La stazione)
- 1992 : Carlo Verdone et Francesca Marciano pour Maledetto il giorno che t'ho incontrato
  - Gianni Amelio, Sandro Petraglia, Stefano Rulli et Giorgia Cecere pour Les Enfants volés (Il ladro di bambini)
  - Sandro Petraglia, Andrea Purgatori et Stefano Rulli pour Il muro di gomma
  - Carmine Amoroso, Suso Cecchi D'Amico, Piero De Bernardi et Mario Monicelli pour Une famille formidable
- 1993 : Francesca Archibugi pour La Grande Citrouille (Il grande cocomero)
  - Roberto Faenza et Filippo Ottoni pour Années d'enfance (Jona che visse nella balena)
  - Graziano Diana et Simona Izzo pour La scorta
- 1994 : Ugo Chiti et Giovanni Veronesi pour Per amore, solo per amore
  - Carlo Verdone pour Perdiamoci di vista
  - Nanni Moretti pour Journal intime (Caro diario)
- 1995 : 
  - Luigi Magni et Carla Vistarini pour Nemici d'infanzia (ex aequo)
  - Alessandro Benvenuti, Ugo Chiti et Nicola Zavagli pour Belle al bar (ex aequo)
  - Alessandro D'Alatri pour Senza pelle
- 1996 : Furio Scarpelli, Ugo Pirro et Carlo Lizzani pour Celluloide
  - Fabio Rinaudo et Giuseppe Tornatore pour Marchand de rêves (L'uomo delle stelle)
  - Francesco Bruni et Paolo Virzì pour Ferie d'agosto
- 1997 : Fabio Carpi pour Nel profondo paese straniero
  - Leonardo Pieraccioni et Giovanni Veronesi pour Il ciclone
  - Pino Cacucci, Gloria Corica et Gabriele Salvatores pour Nirvana
  - Marco Bechis, Umberto Contarello, Lara Fremder, Gigi Riva et Maurizio Zaccaro pour Il carniere
  - Sandro Petraglia,Francesco Rosi et Stefano Rulli pour La Trêve (La tregua)
- 1998 : Vincenzo Cerami et Roberto Benigni pour La vie est belle (La vita è bella)
  - Mimmo Calopresti pour La parola amore esiste
  - Paolo Virzì pour Ovosodo
- 1999 : Giuseppe Piccioni, Gualtiero Rosella et Lucia Zei pour Fuori dal mondo
  - Giuseppe Tornatore pour La Légende du pianiste sur l'océan (La Leggenda del pianista sull'oceano)
  - Cristina Comencini pour Matrimoni

### Années 2000
- 2000 : Doriana Leondeff et Silvio Soldini pour Pain, tulipes et comédie (Pane e tulipani)
  - Marco Bechis et Lara Fremder pour Garage Olimpo
  - Simona Izzo et Ricky Tognazzi pour Canone inverso
- 2001 : Claudio Fava, Monica Zapelli et Marco Tullio Giordana pour Les Cent pas (I cento passi)
  - Gabriele Muccino pour Juste un baiser (L'ultimo bacio)
  - Linda Ferri, Nanni Moretti et Heidrun Schleef (de) pour La Chambre du fils (La stanza del figlio)
- 2002 : Ermanno Olmi pour Le Métier des armes (Il mestiere delle armi)
  - Paolo Sorrentino pour L'Homme en plus (L'uomo in più)
  - Doriana Leondeff et Silvio Soldini pour Je brûle dans le vent (Brucio nel vento)
- 2003 : Matteo Garrone, Massimo Gaudioso et Ugo Chiti pour L'Étrange Monsieur Peppino (L'imbalsamatore)
  - Anna Pavignano et Alessandro D'Alatri pour Casomai
  - Piero De Bernardi, Pasquale Plastino, Fiamma Satta et Carlo Verdone pour Ma che colpa abbiamo noi
  - Marco Bellocchio pour Le Sourire de ma mère (L'ora di religione)
  - Gabriele Muccino et Heidrun Schleef (de) pour Souviens-toi de moi (Ricordati di me)
  - Gianni Romoli et Ferzan Ozpetek pour La Fenêtre d'en face (La finestra di fronte)
- 2004 : Sandro Petraglia et Stefano Rulli pour Nos meilleures années (La meglio gioventù)
  - Francesco Bruni et Paolo Virzì pour Caterina va en ville (Caterina va in città)
  - Marco Bellocchio pour Buongiorno, notte
  - Margaret Mazzantini et Sergio Castellitto pour À corps perdus (Non ti muovere)
  - Giovanni Veronesi et Silvio Muccino - Che ne sarà di noi
- 2005 : Paolo Sorrentino pour Les Conséquences de l'amour (Le Conseguenze dell'Amore)
  - Gianni Amelio, Sandro Petraglia et Stefano Rulli pour Les Clefs de la maison (Le chiavi di casa)
  - Davide Ferrario pour Dopo mezzanotte
  - Vincenzo Cerami, Ugo Chiti et Giovanni Veronesi pour Leçons d'amour à l'italienne (Manuale d'amore)
  - Gianni Romoli et Ferzan Ozpetek pour Cuore sacro
- 2006 : Stefano Rulli, Sandro Petraglia et Giancarlo De Cataldo avec la collaboration de Michele Placido pour Romanzo criminale
  - Nanni Moretti, Francesco Piccolo et Federica Pontremoli pour Le Caïman (Il caimano)
  - Fausto Brizzi, Massimiliano Bruno et Marco Martani pour Notte prima degli esami
  - Angelo Pasquini, Carla Cavalluzzi et Sergio Rubini pour La terra
  - Silvio Muccino, Pasquale Plastino, Silvia Ranfagni et Carlo Verdone pour Il mio miglior nemico
- 2007 : Sandro Petraglia, Stefano Rulli et Daniele Luchetti pour Mon frère est fils unique (Mio fratello è figlio unico)
  - Emanuele Crialese pour Golden Door (Nuovomondo)
  - Linda Ferri, Francesco Giammusso, Kim Rossi Stuart et Federico Starnone pour Libero (Anche libero va bene)
  - Ermanno Olmi pour Centochiodi
  - Giuseppe Tornatore pour L'Inconnue (La sconosciuta)
- 2008 : Sandro Petraglia pour La Ragazza del lago
  - Giorgio Diritti et Fredo Valla pour Le vent fait son tour (Il vento fa il suo giro)
  - Nanni Moretti, Laura Paolucci et Francesco Piccolo pour Caos calmo
  - Doriana Leondeff, Carlo Mazzacurati, Marco Pettenello et Claudio Piersanti pour La giusta distanza
  - Doriana Leondeff, Francesco Piccolo, Federica Pontremoli et Silvio Soldini pour Giorni e nuvole
- 2009 : Maurizio Braucci, Ugo Chiti, Gianni Di Gregorio, Matteo Garrone, Massimo Gaudioso et Roberto Saviano pour Gomorra
  - Francesco Bruni et Paolo Virzì pour Tutta la vita davanti
  - Fausto Brizzi, Marco Martani et Massimiliano Bruno pour Ex
  - Fabio Bonifacci et Giulio Manfredonia pour Si può fare
  - Paolo Sorrentino pour Il divo

### Années 2010
- 2010 : Francesco Bruni, Francesco Piccolo et Paolo Virzì pour La prima cosa bella
  - Marco Bellocchio et Daniela Ceselli pour Vincere
  - Giorgio Diritti, Giovanni Galavotti et Tania Pedroni pour L'Homme qui viendra (L'uomo che verrà)
  - Ivan Cotroneo et Ferzan Ozpetek pour Le Premier qui l'a dit (Mine vaganti)
  - Jim Carrington, Andrea Purgatori, Marco Risi et Maurizio Cerino pour Fortapàsc
- 2011 : Mario Martone et Giancarlo De Cataldo pour Frères d'Italie (Noi credevamo)
  - Rocco Papaleo et Valter Lupo pour Basilicata coast to coast
  - Filippo Gravino, Guido Iuculano et Claudio Cupellini pour Une vie tranquille (Una vita tranquilla)
  - Paolo Genovese pour Immaturi
  - Sandro Petraglia, Stefano Rulli et Daniele Luchetti pour La nostra vita
- 2012 : Paolo Sorrentino et Umberto Contarello pour This Must Be the Place
  - Paolo et Vittorio Taviani et Fabio Cavalli pour César doit mourir (Cesare deve morire)
  - Francesco Bruni pour Scialla! (Stai sereno)
  - Marco Tullio Giordana, Sandro Petraglia et Stefano Rulli pour Piazza Fontana (Romanzo di una strage)
  - Nanni Moretti, Francesco Piccolo et Federica Pontremoli pour Habemus papam
- 2013 : Roberto Andò et Angelo Pasquini pour Viva la libertà
  - Giuseppe Tornatore pour The Best Offer (La migliore offerta)
  - Niccolò Ammaniti, Umberto Contarello, Francesca Marciano et Bernardo Bertolucci pour Moi et toi (Io e te)
  - Maurizio Braucci, Ugo Chiti, Matteo Garrone et Massimo Gaudioso pour Reality
  - Ivan Cotroneo, Francesca Marciano et Maria Sole Tognazzi pour Viaggio sola
- 2014 : Francesco Piccolo, Francesco Bruni et Paolo Virzì pour Les Opportunistes (Il capitale umano)
  - Michele Astori, Pierfrancesco Diliberto et Marco Martani pour La mafia uccide solo d'estate (La mafia uccide solo d'estate)
  - Francesca Marciano, Valia Santellaet Valeria Golino pour Miele
  - Valerio Attanasio, Andrea Garello et Sydney Sibilia pour J'arrête quand je veux (Smetto quando voglio)
  - Paolo Virzì pour Les Opportunistes (Il capitale umano)
  - Paolo Sorrentino et Umberto Contarello pour La grande bellezza
- 2015 : Francesco Munzi, Fabrizio Ruggirello et Maurizio Braucci pour Les Âmes noires
  - Saverio Costanzo pour Hungry Hearts
  - Mario Martone et Ippolita Di Majo pour Leopardi : Il giovane favoloso (Il giovane favoloso)
  - Marco Bonini et Edoardo Leo pour Noi e la Giulia
  - Nanni Moretti, Valia Santella et Francesco Piccolo pour Mia madre
- 2016 : Paolo Genovese, Filippo Bologna, Paolo Costella, Paola Mammini et Rolando Ravello pour Perfetti sconosciuti
  - Matteo Garrone, Edoardo Albinati, Ugo Chiti et Massimo Gaudioso pour Tale of Tales
  - Nicola Guaglianone et Menotti pour On l'appelle Jeeg Robot (Lo chiamavano Jeeg Robot)
  - Claudio Caligari, Francesca Serafini et Giordano Meacci pour Mauvaise graine (Non essere cattivo)
  - Paolo Sorrentino pour Youth